# Coupe du monde de bobsleigh 2024-2025
Navigation
Édition précédente Édition suivante
La coupe du monde de bobsleigh 2024-2025 est la 41e édition de la Coupe du monde de bobsleigh, compétition de bobsleigh organisée annuellement par la Fédération internationale de bobsleigh et de tobogganing.
Elle se déroule entre le 7 décembre 2024 et le 16 février 2025 sur 8 étapes organisées en Europe en coopération avec la Coupe du monde de skeleton.
Les championnats du monde de bobsleigh se déroulent à Lake Placid entre le 8 mars 2025 et le 15 mars 2025.
Les vainqueurs du classement général monobob féminin, bob à 2 (femmes et hommes), bob à 4 masculin et combinés (femmes et hommes) se voient remettre un gros Globe de cristal.
En raison de l'Invasion de l'Ukraine par la Russie en 2022, les athlètes russes et biélorusses sont interdits pour une seconde année consécutive de compétition pour toute la saison.

## Attribution des points
Les manches de Coupe du monde donnent lieu à l'attribution de points, dont le total détermine le classement général de la Coupe du monde.
Ces points sont attribués selon cette répartition :
| Place  | 1   | 2   | 3   | 4   | 5   | 6   | 7   | 8   | 9   | 10  | 11  | 12  | 13  | 14  | 15  | 16 | 17 | 18 | 19 | 20 | 21 | 22 | 23 | 24 | 25 | 26 | 27 | 28 | 29 |
| ------ | --- | --- | --- | --- | --- | --- | --- | --- | --- | --- | --- | --- | --- | --- | --- | -- | -- | -- | -- | -- | -- | -- | -- | -- | -- | -- | -- | -- | -- |
| Points | 225 | 210 | 200 | 192 | 184 | 176 | 168 | 160 | 152 | 144 | 136 | 128 | 120 | 112 | 104 | 96 | 88 | 80 | 74 | 68 | 62 | 56 | 50 | 45 | 40 | 36 | 32 | 28 | 24 |

## Tableau d'honneur
| Discipline | Homme                            | Femme                            |
| ---------- | -------------------------------- | -------------------------------- |
| Combiné    | Francesco Friedrich              | Laura Nolte                      |
| Monobob    | Épreuve inexistante à cette date | Lisa Buckwitz                    |
| Bob à 2    | Francesco Friedrich              | Laura Nolte                      |
| Bob à 4    | Francesco Friedrich              | Épreuve inexistante à cette date |

## Classements généraux[6]
| Rang | Nom                 | Points |
| ---- | ------------------- | ------ |
|      | Francesco Friedrich | 1745   |
| 2    | Johannes Lochner    | 1730   |
| 3    | Brad Hall           | 1530   |
| 4    | Adam Ammour         | 1290   |
| 5    | Patrick Baumgartner | 1280   |

| Rang | Nom                 | Points |
| ---- | ------------------- | ------ |
|      | Francesco Friedrich | 1515   |
| 2    | Johannes Lochner    | 1446   |
| 3    | Brad Hall           | 1444   |
| 4    | Adam Ammour         | 1312   |
| 5    | Patrick Baumgartner | 1184   |

| Rang | Nom                 | Points |
| ---- | ------------------- | ------ |
|      | Francesco Friedrich | 3260   |
| 2    | Johannes Lochner    | 3176   |
| 3    | Brad Hall           | 2974   |
| 4    | Adam Ammour         | 2602   |
| 5    | Patrick Baumgartner | 2464   |

| Rang | Nom                 | Points |
| ---- | ------------------- | ------ |
|      | Laura Nolte         | 1545   |
| 2    | Kim Kalicki         | 1447   |
| 3    | Lisa Buckwitz       | 1437   |
| 4    | Melanie Hasler      | 1248   |
| 5    | Elana Meyers Taylor | 1240   |

| Rang | Nom            | Points |
| ---- | -------------- | ------ |
|      | Lisa Buckwitz  | 1637   |
| 2    | Breeana Walker | 1596   |
| 3    | Laura Nolte    | 1555   |
| 4    | Kim Kalicki    | 1336   |
| 5    | Katrin Beierl  | 1160   |

| Rang | Nom            | Points |
| ---- | -------------- | ------ |
|      | Laura Nolte    | 3100   |
| 2    | Lisa Buckwitz  | 3074   |
| 3    | Kim Kalicki    | 2783   |
| 4    | Melanie Hasler | 2466   |
| 5    | Katrin Beierl  | 2280   |

## Calendrier
| 1. Altenberg (7 décembre 2024 au 8 décembre 2024) |                                                                               | |                                      |
| Épreuve                                           | Vainqueur                                                                     | Deuxième | Troisième                            |
| Bob à 2 - Hommes                                  | Allemagne Francesco Friedrich Simon Wulff                                     | Allemagne Johannes Lochner Georg Fleischhauer                                                                                                | Allemagne Adam Ammour Issam Ammour   |
| Bob à 4 - Hommes                                  | Allemagne Francesco Friedrich Matthias Sommer Alexander Schüller Felix Straub | Allemagne Johannes Lochner Georg Fleischhauer Erec Bruckert Joshua Tasche Autriche Markus Treichl Markus Sammer Sascha Stepan Kristian Huber |                                      |
| Monobob - Femmes                                  | Laura Nolte                                                                   | Lisa Buckwitz | Andreea Grecu                        |
| Bob à 2 - Femmes                                  | Allemagne Laura Nolte Deborah Levi                                            | Allemagne Lisa Buckwitz Neele Schuten | Allemagne Kim Kalicki Lauryn Siebert |

| 2. Sigulda (14 décembre 2024 au 15 décembre 2024) |                                           |                                               |                                                  |
| Épreuve                                           | Vainqueur                                 | Deuxième                                      | Troisième                                        |
| Bob à 2 - Hommes                                  | Allemagne Francesco Friedrich Simon Wulff | Allemagne Johannes Lochner Georg Fleischhauer | Autriche Markus Treichl Sascha Stepan            |
| Bob à 2 - Hommes                                  | Allemagne Johannes Lochner Jörn Wenzel    | Royaume-Uni Brad Hall Taylor Lawrence         | Allemagne Francesco Friedrich Alexander Schüller |
| Bob à 2 - Femmes                                  | Allemagne Laura Nolte Leonie Kluwig       | Allemagne Kim Kalicki Neele Schuten           | États-Unis Kaysha Love Jasmine Jones             |
| Monobob - Femmes                                  | Lisa Buckwitz                             | Laura Nolte                                   | Breeana Walker                                   |

| 3. Winterberg (4 janvier 2025 au 5 janvier 2025) |                                                                   |                                                                        |                                                                 |
| Épreuve                                          | Vainqueur                                                         | Deuxième                                                               | Troisième                                                       |
| Bob à 2 - Hommes                                 | Allemagne Francesco Friedrich Alexander Schüller                  | Allemagne Adam Ammour Benedikt Hertel                                  | Allemagne Johannes Lochner Joshua Tasche                        |
| Bob à 4 - Hommes                                 | Royaume-Uni Brad Hall Taylor Lawrence Arran Gulliver Greg Cackett | Allemagne Francesco Friedrich Simon Wulff Matthias Sommer Felix Straub | Allemagne Adam Ammour Theo Hempel Benedikt Hertel Rupert Schenk |
| Monobob - Femmes                                 | Lisa Buckwitz                                                     | Melanie Hasler                                                         | Breeana Walker                                                  |
| Bob à 2 - Femmes                                 | Allemagne Lisa Buckwitz Kira Lipperheide                          | Allemagne Laura Nolte Deborah Levi                                     | Allemagne Kim Kalicki Leonie Fiebig                             |

| 4. Saint-Moritz I (11 janvier 2025 au 12 janvier 2025) |                                                                                                |                                                                           |                                                                   |
| Épreuve                                                | Vainqueur                                                                                      | Deuxième                                                                  | Troisième                                                         |
| Bob à 2 - Hommes                                       | Allemagne Francesco Friedrich Alexander Schüller Allemagne Johannes Lochner Georg Fleischhauer |                                                                           | Allemagne Adam Ammour Benedikt Hertel                             |
| Bob à 4 - Hommes                                       | Allemagne Francesco Friedrich Matthias Sommer Alexander Schüller Felix Straub                  | Allemagne Johannes Lochner Georg Fleischhauer Erec Bruckert Florian Bauer | Royaume-Uni Brad Hall Taylor Lawrence Leon Greenwood Greg Cackett |
| Monobob - Femmes                                       | Reprogrammé pour le 24 janvier suite au condition météorologique                               | Reprogrammé pour le 24 janvier suite au condition météorologique          | Reprogrammé pour le 24 janvier suite au condition météorologique  |
| Bob à 2 - Femmes                                       | Allemagne Kim Kalicki Leonie Fiebig                                                            | Allemagne Laura Nolte Deborah Levi                                        | Allemagne Lisa Buckwitz Neele Schuten                             |

| 5. Igls (18 janvier 2025 au 19 janvier 2025) |                                                                               |                                                                     |                                                                           |
| Épreuve                                      | Vainqueur                                                                     | Deuxième                                                            | Troisième                                                                 |
| Bob à 2 - Hommes                             | Allemagne Johannes Lochner Georg Fleischhauer                                 | Allemagne Francesco Friedrich Alexander Schüller                    | Allemagne Adam Ammour Nick Stadelmann                                     |
| Bob à 4 - Hommes                             | Allemagne Francesco Friedrich Matthias Sommer Alexander Schüller Felix Straub | Royaume-Uni Brad Hall Taylor Lawrence Leon Greenwood Arran Gulliver | Allemagne Johannes Lochner Georg Fleischhauer Joshua Tasche Florian Bauer |
| Monobob - Femmes                             | Lisa Buckwitz                                                                 | Kaysha Love                                                         | Laura Nolte                                                               |
| Bob à 2 - Femmes                             | Allemagne Laura Nolte Deborah Levi                                            | Allemagne Kim Kalicki Leonie Fiebig                                 | Allemagne Lisa Buckwitz Neele Schuten                                     |

| 6. Saint-Moritz II (25 janvier 2025 au 26 janvier 2025) |                                                                     |                                                                               |                                                                           |
| Épreuve                                                 | Vainqueur                                                           | Deuxième                                                                      | Troisième                                                                 |
| Bob à 4 - Hommes                                        | Royaume-Uni Brad Hall Taylor Lawrence Arran Gulliver Leon Greenwood | Allemagne Francesco Friedrich Matthias Sommer Alexander Schüller Felix Straub | Allemagne Johannes Lochner Florian Bauer Erec Bruckert Georg Fleischhauer |
| Bob à 4 - Hommes                                        | Annulé en raison des conditions météorologique                      | Annulé en raison des conditions météorologique                                | Annulé en raison des conditions météorologique                            |
| Monobob - Femmes                                        | Elana Meyers Taylor                                                 | Breeana Walker                                                                | Kaysha Love                                                               |
| Monobob - Femmes                                        | Elana Meyers Taylor                                                 | Kaysha Love                                                                   | Laura Nolte                                                               |
| Bob à 2 - Femmes                                        | Annulé en raison des conditions météorologique                      | Annulé en raison des conditions météorologique                                | Annulé en raison des conditions météorologique                            |

| 7. Lillehammer I (8 février 2025 au 9 février 2025) |                                                                         |                                                                               | |
| Épreuve                                             | Vainqueur                                                               | Deuxième                                                                      | Troisième |
| Bob à 2 - Hommes                                    | Allemagne Francesco Friedrich Alexander Schüller                        | Allemagne Johannes Lochner Georg Fleischhauer                                 | Royaume-Uni Brad Hall Taylor Lawrence                                                                                                  |
| Bob à 4 - Hommes                                    | Allemagne Johannes Lochner Florian Bauer Jörn Wenzel Georg Fleischhauer | Allemagne Francesco Friedrich Matthias Sommer Alexander Schüller Felix Straub | Royaume-Uni Brad Hall Taylor Lawrence Arran Gulliver Leon Greenwood Suisse Michael Vogt Gregory Jones Andreas Haas Amadou David Ndiaye |
| Monobob - Femmes                                    | Breeana Walker Kaysha Love                                              |                                                                               | Laura Nolte |
| Bob à 2 - Femmes                                    | Allemagne Laura Nolte Leonie Kluwig                                     | Allemagne Kim Kalicki Leonie Fiebig                                           | Allemagne Lisa Buckwitz Kira Lipperheide                                                                                               |

| 8. Lillehammer II (15 février 2025 au 16 février 2025) |                                                                           |                                                                               |                                                                     |
| Épreuve                                                | Vainqueur                                                                 | Deuxième                                                                      | Troisième                                                           |
| Bob à 2 - Hommes                                       | Allemagne Johannes Lochner Georg Fleischhauer                             | Allemagne Francesco Friedrich Felix Straub                                    | Allemagne Adam Ammour Nick Stadelmann                               |
| Bob à 4 - Hommes                                       | Allemagne Johannes Lochner Florian Bauer Erec Bruckert Georg Fleischhauer | Allemagne Francesco Friedrich Matthias Sommer Alexander Schüller Felix Straub | Royaume-Uni Brad Hall Arran Gulliver Taylor Lawrence Leon Greenwood |
| Monobob - Femmes                                       | Breeana Walker                                                            | Cynthia Appiah                                                                | Lisa Buckwitz                                                       |
| Bob à 2 - Femmes                                       | Allemagne Laura Nolte Leonie Kluwig                                       | Allemagne Lisa Buckwitz Neele Schuten                                         | Canada Melissa Lotholz Skylar Sieben                                |

|                                                                      |  |  |  |  |  |  |
| Lake Placid Championnats du monde IBSF 2025 (8 mars au 15 mars 2025) |  |  |  |  |  |  |
|                                                                      |  |  |  |  |  |  |

### Résultats officiels
1. ↑  (en) « Altenberg : 2-man Bobsleigh », sur ibsf.org, 7 décembre 2024 (consulté le 9 décembre 2024).
2. ↑  (en) « Altenberg : 4-man Bobsleigh », sur ibsf.org, 8 décembre 2024 (consulté le 9 décembre 2024).
3. ↑  (en) « Altenberg : Women’s Monobob », sur ibsf.org, 7 décembre 2024 (consulté le 9 décembre 2024).
4. ↑  (en) « Altenberg : 2-woman Bobsleigh », sur ibsf.org, 8 décembre 2024 (consulté le 9 décembre 2024).
5. ↑  (en) « Sigulda : 2-man Bobsleigh I », sur ibsf.org, 14 décembre 2024 (consulté le 15 décembre 2024).
6. ↑  (en) « Sigulda : 2-man Bobsleigh II », sur ibsf.org, 15 décembre 2024 (consulté le 15 décembre 2024).
7. ↑  (en) « Sigulda : 2-Woman Bobsleigh », sur ibsf.org, 15 décembre 2024 (consulté le 15 décembre 2024).
8. ↑  (en) « Sigulda : Women's Monobob », sur ibsf.org, 14 décembre 2024 (consulté le 15 décembre 2024).
9. ↑  (en) « Winterberg : 2-man Bobsleigh », sur ibsf.org, 4 janvier 2025 (consulté le 13 janvier 2025).
10. ↑  (en) « Winterberg : 4-man Bobsleigh », sur ibsf.org, 5 janvier 2025 (consulté le 13 janvier 2025).
11. ↑  (en) « Winterberg : Women's Monobob », sur ibsf.org, 4 janvier 2025 (consulté le 13 janvier 2025).
12. ↑  (en) « Winterberg : 2-Woman Bobsleigh », sur ibsf.org, 5 janvier 2025 (consulté le 13 janvier 2025).
13. ↑  (en) « Saint-Moritz : 2-man Bobsleigh », sur ibsf.org, 11 janvier 2025 (consulté le 13 janvier 2025).
14. ↑  (en) « Saint-Moritz : 4-man Bobsleigh », sur ibsf.org, 12 janvier 2025 (consulté le 13 janvier 2025).
15. ↑  (en) « Saint-Moritz : 2-Woman Bobsleigh », sur ibsf.org, 12 janvier 2025 (consulté le 13 janvier 2025).
16. ↑  (en) « Igls : 2-man Bobsleig », sur ibsf.org, 18 janvier 2025 (consulté le 10 février 2025).
17. ↑  (en) « Igls : 4-man Bobsleig », sur ibsf.org, 19 janvier 2025 (consulté le 10 février 2025).
18. ↑  (en) « Igls : Women's Monobob », sur ibsf.org, 18 janvier 2025 (consulté le 10 février 2025).
19. ↑  (en) « Igls : 2-Woman Bobsleigh », sur ibsf.org, 19 janvier 2025 (consulté le 10 février 2025).
20. ↑  (en) « Saint-Moritz : 4-man Bobsleig », sur ibsf.org, 25 janvier 2025 (consulté le 10 février 2025).
21. ↑  (en) « Saint-Moritz : Women's Monobob I », sur ibsf.org, 24 janvier 2025 (consulté le 10 février 2025).
22. ↑  (en) « Saint-Moritz : Women's Monobob II », sur ibsf.org, 25 janvier 2025 (consulté le 10 février 2025).
23. ↑  (en) « Lillehammer I : 2-man Bobsleig », sur ibsf.org, 8 février 2025 (consulté le 10 février 2025).
24. ↑  (en) « Lillehammer I : 4-man Bobsleig », sur ibsf.org, 9 février 2025 (consulté le 10 février 2025).
25. ↑  (en) « Lillehammer I : Women's Monobob », sur ibsf.org, 8 février 2025 (consulté le 10 février 2025).
26. ↑  (en) « Lillehammer I : 2-woman Bobsleigh », sur ibsf.org, 9 février 2025 (consulté le 10 février 2025).
27. ↑  (en) « Lillehammer II : 2-man Bobsleig », sur ibsf.org, 15 février 2025 (consulté le 17 février 2025).
28. ↑  (en) « Lillehammer II : 4-man Bobsleig », sur ibsf.org, 16 février 2025 (consulté le 17 février 2025).
29. ↑  (en) « Lillehammer II : Women's Monobob », sur ibsf.org, 15 février 2025 (consulté le 17 février 2025).
30. ↑  (en) « Lillehammer II : 2-woman Bobsleigh », sur ibsf.org, 16 février 2025 (consulté le 17 février 2025).